# North Witham
North Witham is een civil parish in het bestuurlijke gebied South Kesteven, in het Engelse graafschap Lincolnshire met 143 inwoners.